# Montes Apenninus

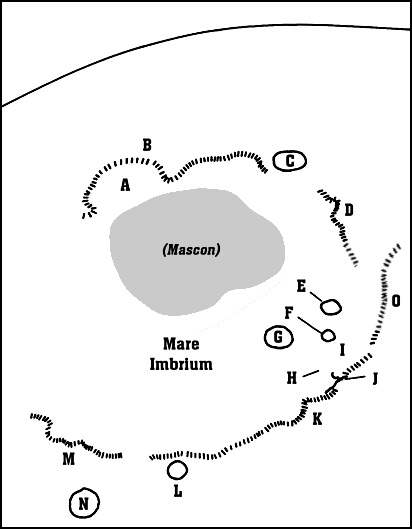
Mapa rejonu Mare Imbrium; Montes Apenninus oznaczone są literą K (na dole po prawej)

Montes Apenninus – poszarpany łańcuch górski w północnej części widocznej strony Księżyca. Jego współrzędne selenograficzne wynoszą ☾ 18,9°N 3,7°W/18,900000 -3,700000, a nazwa, nadana przez Jana Heweliusza pochodzi od gór Apeninów we Włoszech.
To pasmo tworzy południowo-wschodni brzeg morza księżycowego Mare Imbrium oraz północno-zachodnią granicę wyżynnego regionu Terra Nivium. Zaczyna się zaraz na zachód od wybitnego krateru Eratostenes, który leży po jego południowej stronie. Na zachód od Apeninów znajduje się szeroka szczelina łącząca Mare Imbrium na północy z Mare Insularum na południu. Jeszcze dalej na zachód leżą Montes Carpatus.
Od Eratostenesa góry stopniowo skręcają ze wschodu na północny wschód i kończą się przy Promontorium Fresnel na równoleżniku 29,5° N. Znajduje się tu następna szczelina, przez nią Mare Imbrium na zachodzie łączy się z Mare Serenitatis na wschodzie. Za jej północnym brzegiem leżą Montes Caucasus.
To pasmo górskie posiada kilka szczytów, które otrzymały własne nazwy. Są one wymienione poniżej w kolejności od zachodu do północnego wschodu:
- Mons Wolff
- Mons Ampère
- Mons Huygens, często podawany jako najwyższa góra na Księżycu (chociaż nie jest jego najwyższym punktem)
- Mons Bradley
- Mons Hadley Delta
- Mons Hadley

Ostatnie dwa szczyty są najbardziej znane z tego, że w utworzonej między nimi dolinie wylądował Apollo 15. Ta misja była uważana za najbardziej udaną pod względem naukowym z całego programu Apollo i była pierwszą, podczas której użyto pojazdu księżycowego Lunar Roving Vehicle, i która trwała trzy dni. Apollo 15 zbadał Mons Hadley Delta (δ) i wijącą się szczelinę Hadley. Było to prawdopodobnie najbardziej zróżnicowane geologicznie miejsce, w którym wylądował statek Apollo.
Większość tego łańcucha tworzy ostre, poszarpane wzniesienie nad brzegiem Mare Imbrium, z szerokim obszarem pogórzy po południowo-wschodniej stronie. Jednak po północno-zachodniej stronie też jest trochę poszarpanych przedgórzy wzdłuż tej części Apeninów, która leży na południowy wschód od krateru Archimedes. Charakterystyczna dla Montes Apenninus jest duża liczba kraterów uderzeniowych. Całkowita długość pasma wynosi około 600 km, a niektóre szczyty osiągają wysokość 5 km.